# Поколение-66
«Поколение-66» (индон. Angkatan’66) — в современной литературе Индонезии группа писателей, активно печатавшихся в конце 1950-начале 1960-х в журналах «Кисах», «Сиасат», «Мимбар Индонесия», «Будая», «Конфронтаси», «Састра» и занявших доминирующие позиции в литературе после событий Движения 30 сентября 1965 и создания журнала «Хорисон» (1966).
К ним относятся Аип Росиди, Рендра, Гунаван Мохамад, Висран Хади, Тауфик Исмаил, Мансур Самин, Харджото Хандаджая, Бур Расуанто, Бастари Аснин, Юсах Ананда, Тити Саид, Титис Басино, С. Чахьянингсих и др.
Термин введен критиком Х. Б. Яссином.